# Méthode Galin-Paris-Chevé
La méthode Galin-Paris-Chevé est une méthode de lecture de la musique développée par Nanine Paris (1800-1868), son frère Aimé Paris (1798-1866), son mari Émile Chevé (1804-1864) et Pierre Galin (1786-1821), un des fondateurs de la méthode, dont l’idée remonte à Jean-Jacques Rousseau.  

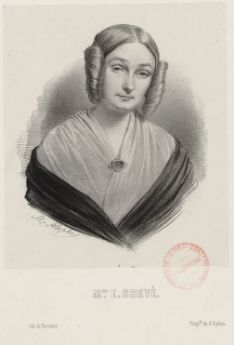
Portrait de Nanine Paris-Chevé en 1845

Si cette méthode est aujourd'hui largement inconnue des musiciens français et francophones, elle est utilisée en Chine sous le nom de Jianpu (« système simplifié »).

## Origine
Selon le philosophe genevois Jean-Jacques Rousseau, le problème de la musique en son temps est de présenter une notation trop complexe à apprendre pour tout néophyte. Il ne s'occupe ainsi pas de l'exécution, c'est-à-dire de l'utilisation des instruments pour jouer ce qui est écrit sur les partitions, mais seulement du modèle théorique utilisé pour transmettre et conserver la musique.
Avec son Système de notation musicale, Rousseau commença un grand travail de simplification et de vulgarisation de la pratique musicale théorique.
Pour élaborer son système, il s'attarde sur l'expression de tous les sons possibles et de toutes les différentes durées, tant des sons que de leurs silences relatifs. Il part donc d'un son fondamental, ut (autrement dit Do), qu'il exprime par le chiffre 1; puis les sept sons naturels du clavier tempéré (ut, ré, mi, fa, sol, la, si) par les sept chiffres 1, 2, 3, 4, 5, 6, 7. 
Pour exprimer un changement d'octave, il se sert d'un point placé au-dessus de la note pour signifier l'octave immédiatement au-dessus. Le placement de ce point indique aussi que les notes qui suivent appartiennent à cette octave jusqu'au prochain signe. Pour l'octave immédiatement inférieure à la note considérée, le point est placé en-dessous. Le nombre de points désigne le nombre d'octaves augmentées ou descendues.
Les Paris-Chevé étaient des militants de cette méthode. Le désir de faire accéder les classes populaires à la culture s’accorde avec le fait qu’ils étaient aussi fouriéristes. Leur projet est alors d’écrire une méthode qui puisse être apprise sans aucune éducation musicale, créant ainsi un enseignement populaire de la musique.
De plus, une bonne partie de la classe populaire à qui cette méthode s'adressait en priorité, était analphabète au XIXe siècle. Ce qui encouragea les Paris-Chevé à reconstruire une règle de lecture et de composition de la musique, qui soit indépendante du système de notation complexe utilisé par les compositeurs et musiciens professionnels.
Cet exemple, parisien, est bientôt suivi dans plusieurs villes de province. L’aspect populaire et « révolutionnaire » du procédé classe le couple Chevé et Paris parmi les musiciens « humanitaires », pour ne pas dire « révolutionnaires », ou « socialistes ». Le journal Le Ménestrel du 31 octobre 1852 en parle ainsi : « La musique humanitaire affecte des mélopées larges, solennelles, mais le rythme marche à la diable, et le dessin mélodique est tout aussi vague que les théories qu’elle est destinée à symboliser. Quand la musique humanitaire est d’humeur paisible, elle chante les bœufs, elle glorifie les vaches, les paysans, la vigne, la charrue, l’agriculture, le labourage, le travail et la pauvreté ; mais elle les chante avec colère et en grinçant des dents. Ces magnifiques hymnes au travail ont fait la joie de cent mille prolétaires, qui ne quittaient pas les cabarets. Infortuné travail ! »

## Théorie
L’idée est la suivante: les notes sont représentées par des chiffres, de 1 à 7, pour les sept notes de la gamme tempérée. Les altérations (dièse, bémol) sont indiquées telles quelles.
Par exemple pour une gamme de Ré majeur, on notera : « 2, 3, ♯4, 5, 6, 7, ♯1̇, 2 » (avec un point sur le  « 1»).
Mais la « méthode Chevé » va beaucoup plus loin; elle définit la notation et son usage selon l'instrument (chant, cordes, vents, percussions).
On perçoit également, dans cette méthode, une réflexion sur l'organisation et sur la justification du système de gammes (harmonique/mélodique) et leurs utilisations pour des musiciens amateurs ou apprenants.

## Images

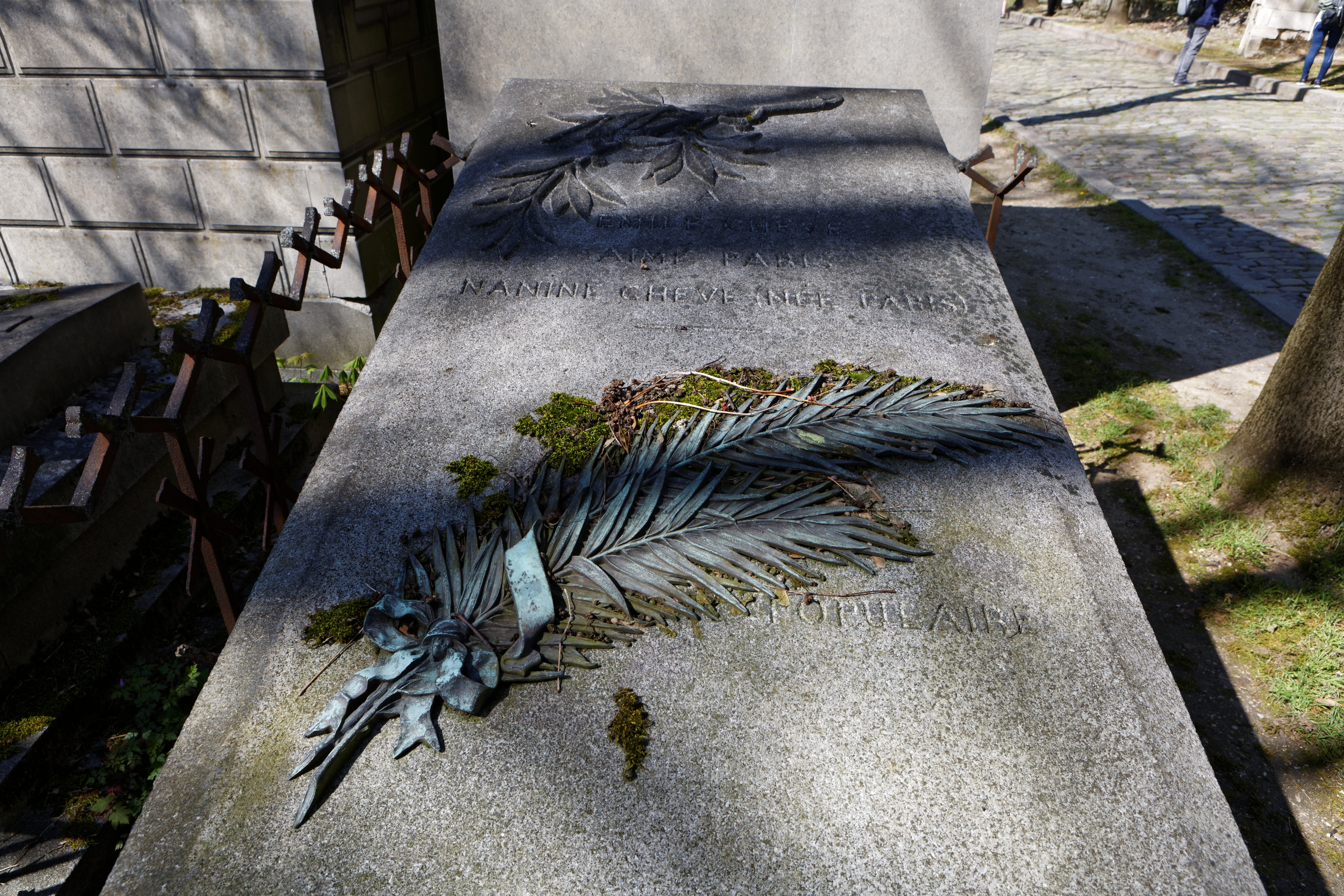
Sépulture d’Émile Chevé, Aimé et Nanine Paris, Cimetière du Père-Lachaise(Division 56), Paris

## Pages liées
- Solfège
- Lecture à vue